# Obiorah Odita
Obiorah Emanuel Odita (Enugu, Nigerija, 14. svibnja 1983.) bivši je nigerijski nogometaš.